# Noorpur
Noorpur é uma cidade  no distrito de Bijnor, no estado indiano de Uttar Pradesh.

## Demografia
Segundo o censo de 2001, Noorpur tinha uma população de 33,580 habitantes. Os indivíduos do sexo masculino constituem 52% da população e os do sexo feminino 48%. Noorpur tem uma taxa de literacia de 57%, inferior à média nacional de 59.5%: a literacia no sexo masculino é de 64% e no sexo feminino é de 48%. Em Noorpur, 19% da população está abaixo dos 6 anos de idade.